# Sveti Martin (żupania kopriwnicko-kriżewczyńska)
Sveti Martin – wieś w Chorwacji, w żupanii kopriwnicko-kriżewczyńskiej, w mieście Križevci. W 2011 roku liczyła 91 mieszkańców.